# CLEMAM
CLEMAM (Check List of European Marine Mollusca) was een werkgroep die zich bezighield met de taxonomie van mariene Mollusca. Ze publiceerde onder meer een bestand met geldige en ongeldige namen van alle Europese mariene soorten.
Voor de landslakken en de zoetwaterslakken bestond een soortgelijke werkgroep (CLECOM).
CLEMAM en CLECOM werden ingesteld tijdens het 10e Internationale Malacologische Congres van de Unitas Malacologica in 1989.
In de werkgroepen werkten vooraanstaande malacologen uit verschillende Europese landen aan een gezamenlijke namenlijst van alle Europese mollusken, in lijn met de "Code of Zoological Nomenclature".
De CLEMAM database werd in 2015 overgenomen door WoRMS.